# Ендемізм

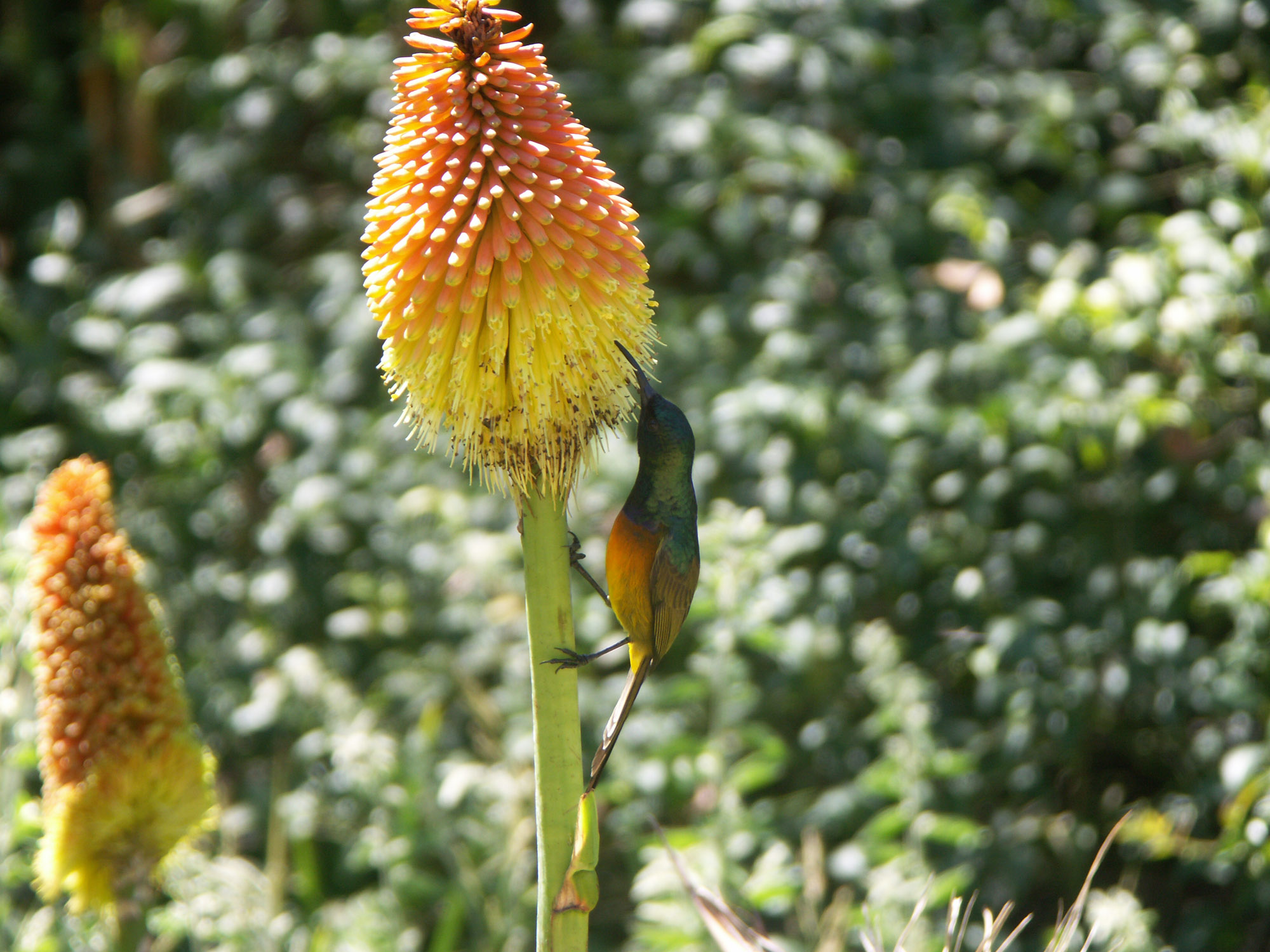
І птах нектарка капська (Anthobaphes violacea), і рослина Kniphofia uvaria, якою він живиться, зустрічаються лише в Південній Африці.

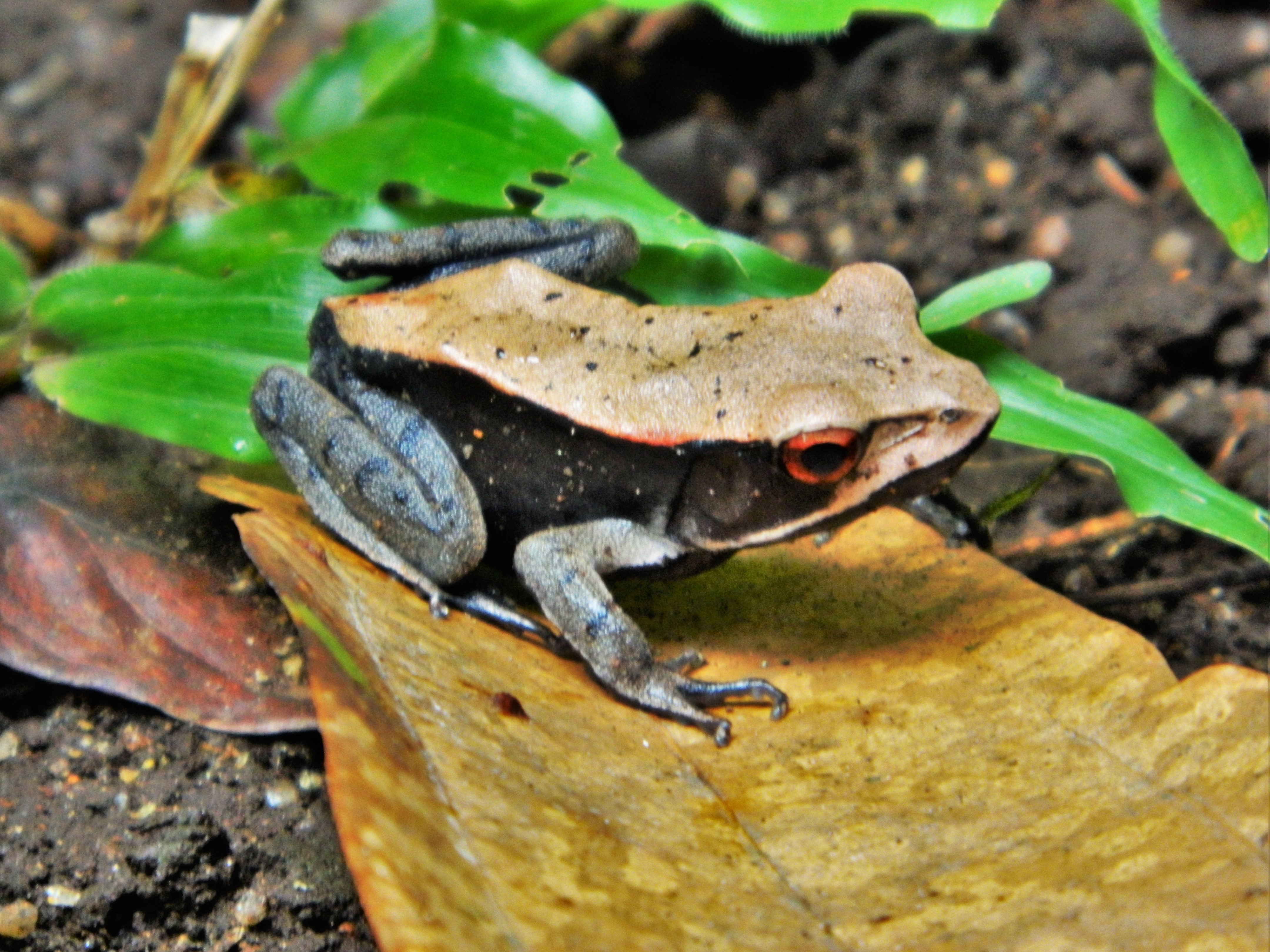
Жаба коротконога (Clinotarsus curtipes) є ендеміком Західних Ґат в Індії.

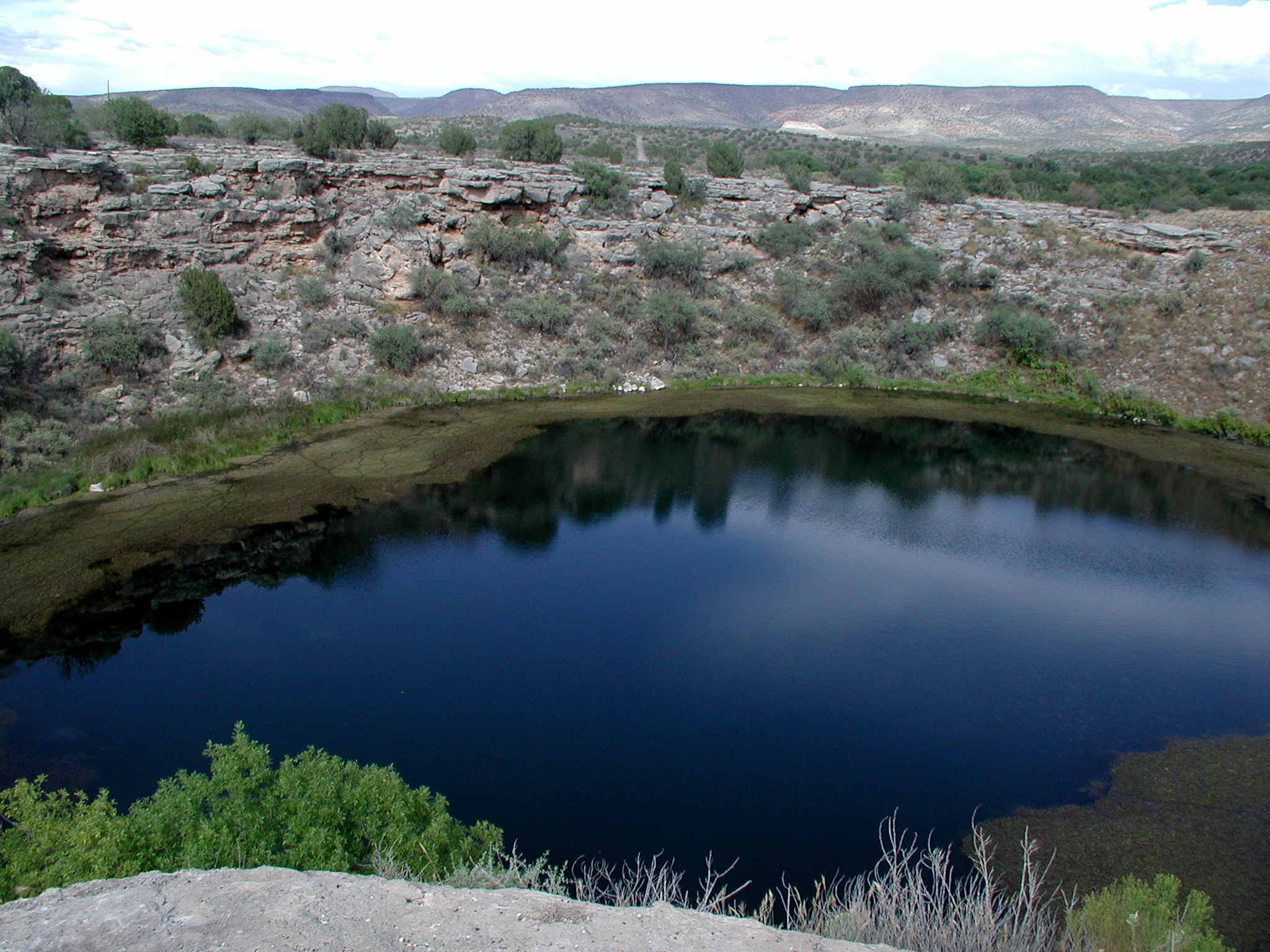
Колодязь Монтесуми в долині Верде в Аризоні містить щонайменше п'ять ендемічних видів, які зустрічаються лише в цій западині.

Ендемізм — це властивість поширення видів живих істот, зосереджених лише в одному визначеному географічному місці, такому як острів, штат, країна, гірська система чи інша визначена зона; організми, які є корінними для певного місця; і навпаки: види не є ендемічними для цього місця, якщо вони також зустрічаються в інших місцях. Наприклад, капський  цукролюб буроволий зустрічається виключно на південному заході Південної Африки, і тому вважається ендеміком саме цієї частини Африканського континенту.
Наприклад жарновець Cytisus aeolicus є ендеміком італійської флори. Колись Adzharia renschi вважалася кавказьким ендеміком, але пізніше було виявлено, що це некорінний вид з Південної Америки, що належить до іншого роду.
Крайньою протилежністю ендемічних видів є види з космополітичним поширенням, які мають глобальний чи широкий ареал.
Рідкісний альтернативний термін для ендемічного виду — «прецинктивний», який застосовується до видів (та інших таксономічних рівнів), які обмежені певною географічною територією. Інші терміни, які іноді використовуються як синоніми, але рідше, включають автохтонні та корінні, однак ці терміни не відображають статус виду, який конкретно належить лише до певного місця.

## Етимологія

### Історія поняття
Слово ендемік походить від новолатинського endēmicus, від грецького ἔνδημος, éndēmos, «тубільний». Endēmos утворюється від en, що означає «в», і dēmos, що означає «народ». Слово увійшло в англійську мову як запозичене слово з французької endémique і спочатку, ймовірно, стосувалось захворювань, які постійно трапляються серед людей у певній країні, на відміну від епідемічних захворювань з повсюдним вибуховим поширенням. Слово було використано в біології в 1872 році Чарльзом Дарвіном для позначення виду, чиє поширення обмежене певним місцем.
Більш незвичайний термін «прецинктивний» використовувався деякими ентомологами як еквівалент «ендемічного». Precinctive був введений у 1900 році Девідом Шарпом при описі гавайських комах, оскільки йому було неприємно вжитвати слово «ендемічний», яке часто асоціювалося з хворобами. «Precinctive» вперше був використаний у ботаніці Воном МакКоґі щодо Гаваїв у 1917 році.

### Співвідношення понять ендемізм і космополітизм
Ареал є основним поняттям науки хорологія. Розмір ареалу, його форма і межі залежать від адаптивних можливостей даної групи істот, а також від місцевих історико-географічних умов, які склалися протягом періоду еволюційного формування цього таксону. Одні ареали охоплюють великі області (види-космополіти), інші обмежені незначними районами (ендемічні види). Цікаво, що живі істоти, які збереглися з давніх часів (реліктові види) звичайно мають невеликі ареали і одночасно є ендеміками. Більша частина космополітів мають суцільні ареали, а більшість ендеміків та реліктів — переривчасті (диз'юнктивні).
До біоти кожної території входять як ендемічні так і космополітні види. Так, до батрахофауни України входять 3 космополітні види і 8 ендемічних видів земноводних. Космополітами серед земноводних країни можна вважати жабу озерну, ропуху зелену і часничницю звичайну. Вони розповсюджені майже по всій Україні, за винятком землянки, яка уникає гірських місцевостей. Групу карпатських ендеміків складають 3 види земноводних (саламандра вогняна, тритон альпійський і кумка жовточерева). Ще 2 види земноводних (тритон карпатський і жаба прудка), крім Карпат, зустрічаються в прилеглій зоні широколистяних лісів — це південнозахідні ендеміки. До північнозахідних ендеміків можна віднести ропуху очеретяну, яка населяє відкриті вологі місцевості Волинського Полісся, широколистяної зони та Прикарпаття. У Закарпатті, а також поблизу приморських водойм Одеської, Миколаївської і частково Херсонської областей можна зустріти тритона дунайського — придунайського ендеміка. Близький родич останнього — тритон Кареліна — зустрічається в межах України лише у Гірському Криму (кримський ендемік). Всі ендемічні види земноводних є проблемними з точки зору збереження їх популяцій на території нашої держави і тому занесені до Червоної книги України .

## Огляд
Ендемізм загалом не враховує окремі екземпляри, які штучно утримуються людьми в ботанічних садах або зоологічних парках, а також популяції, інтродуковані за межі їх рідних ареалів. Хуан Дж. Морроне стверджує, що вид може бути ендемічним для будь-якого конкретного географічного регіону, незалежно від розміру, отже, пума є ендеміком для Північчної та Південної Америки, однак ендемізм зазвичай використовується лише для більш обмежених зон поширення. Таким чином, усі види не є ендеміками, деякі види можуть бути космополітичними. Усі ендеміки не обов’язково рідкісні; деякі можуть бути досить звичайними там, де вони трапляються. Також, усі рідкісні види не обов’язково є ендеміками, деякі можуть мати великий ареал, але бути рідкісними на всьому ареалі.
Ендемізм зумовлений історичними та екологічними факторами. Вікаріантні події, викликані дрейфом континентів, розсіюванням і вимиранням, є деякими можливими історичними факторами. Екологічні фактори можуть пояснити існуючі обмеження поширення. Ендемічні види особливо ймовірно розвиваються в географічно та біологічно ізольованих областях, таких як острови та віддалені групи островів, включаючи Гаваї, Галапагоські острови та Сокотру, тут діє потенціал ізоляції та, отже, еволюції через алопатричне видоутворення. Землянчики Дарвіна на Галапагоському архіпелазі є прикладами видів, ендемічних для островів. Подібним чином ізольовані гірські регіони, такі як Ефіопське нагір'я;  водойми, віддалені від інших озер, такі як озеро Байкал, також можуть мати високий рівень ендемізму.
Стабільність клімату регіону та середовища існування протягом тривалого часу також може сприяти високим рівням ендемізму (особливо палеоендемізму ), що є притулком для видів під час кліматичних змін, таких як Льодовикові періоди. Ці зміни могли призвести до того, що види неодноразово обмежували свої ареали в цих притулках, що сформувало регіони з багатьма видами невеликого ареалу. У багатьох випадках біологічні фактори, такі як низькі темпи розповсюдження або повернення до зони нересту (філопатрія), можуть спричинити високі показники видоутворення певної групи організмів і, отже, багатьох ендемічних видів. наприклад, цихліди в Східно-Африканських рифтових озерах урізноманітнилися в більшу кількість ендемічних видів, ніж інші родини риб у тих самих озерах, можливо, через такі фактори. Рослини, які стають ендеміками на ізольованих островах, часто є рослинами, які мають високу швидкість розповсюдження і здатні поширитись на таких островах, в разі занесення зерен птахами. У той час як птахи менш імовірно є ендеміками регіону через їхню здатність розсіюватися завдяки польоту, існує понад 2500 видів, які вважаються ендемічними, що означає, що вид обмежується територією, меншою від 5 мільйонів гектарів.
Традиційно вважалося, що мікроорганізми не є ендеміками. Гіпотезу «все є всюди, а середовище робить відбір», вперше висловив голландський геоботанік і мікробіолог Лоуренс Баас Бекінґ у 1934 році, він сформулював теорію про те, що розподіл організмів менших за розміром від 2 мм є космополітичним у місцях існування, які сприяють їхньому росту.

### Підтипи
Перші підкатегорії були вперше введені Клодом П. Е. Фаверже і Джульєтт Контандріопуліс у 1961 році: схизоендемії, апоендемії та патроендемії. Використовуючи цю роботу, Лед’ярд Стеббінс і Джек Мейджор у 1965 році ввели поняття неоендеміків і палеоендеміків для опису ендеміків Каліфорнії. Ендемічні таксони також можна класифікувати на автохтонні, алохтонні, таксономічні релікти та біогеографічні релікти.
Палеоендемізм стосується видів, які раніше були широко поширені, але тепер обмежені меншою територією. Неоендемізм властивий видам, які нещодавно виникли, наприклад, через дивергенцію та репродуктивну ізоляцію або через гібридизацію і поліплоїдію у рослин  і не поширилися за межі обмеженої території.
Палеоендемізм є більш-менш синонімним до поняття «реліктовий вид»: популяція або таксон організмів, які були більш поширені або більш різноманітні в минулому. «Реліктова популяція» — це популяція, яка зараз зустрічається на обмеженій території, але початковий ареал якої був значно ширшим протягом попередньої геологічної епохи. Подібним чином «реліктовий таксон» — це таксон (наприклад, вид або інша лінія), який є єдиним представником колишньої різноманітної групи, що дотривав до наших днів.
Схизоендемії, апоендемії та патроендемії можна класифікувати як типи неоендемій. Схизоендемії виникають із більш  поширеного таксона, який став репродуктивно ізольованим, не стаючи (потенційно) генетично ізольованим – схизоендемічний має таку саму кількість хромосом, як і батьківський таксон, від якого він еволюціонував. Апоендемік — це поліплоїд батьківського таксону (або таксонів у випадку алополіплоїдів ), тоді як патроендемік має нижчу, диплоїдну кількість хромосом, ніж споріднений, більш поширений поліплоїдний таксон. У 1991 році Мікіо Оно ввів термін «анеуендеміки» для видів, які мають більше або менше хромосом, ніж їхні родичі, через анеуплоїдію.
Псевдоендеміки — це таксони, які, можливо, нещодавно еволюціонували в результаті мутації. Голоендеміки — це концепція, введена Річардсоном у 1978 році для опису таксонів, які залишалися ендемічними через низький потенціал поширення протягом дуже тривалого часу.
У статті 2000 року Майєрс і де Ґрейв спробували перевизначити цю концепцію. На їхню думку, всі є ендеміками, навіть космополітичні види є ендеміками Землі, і попередні визначення, що обмежують ендеміків певними місцями, є неправильними. Таким чином, підрозділи на неоендеміків і палеоендеміків не є доречними щодо вивчення поширення, оскільки ці концепції вважають, що ендемік має поширення, обмежене одним місцем. Натомість вони пропонують чотири різні категорії: голоендеміки, евріендеміки, стеноендеміки та роеендеміки. За своєю схемою криптоендеміки та евендеміки є подальшими підрозділами роеендеміків. На їхню думку, голоендеміки є космополітичними видами. Стеноендеміки, також відомі як локальні ендеміки , мають менше розповсюдження і є синонімом слова «ендеміки» в традиційному розумінні, тоді як евріендеміки мають більш широке розповсюдження — обидва вони мають більш-менш безперервне поширення. Роеендемія має диз'юнктивне поширення. Там, де цей диз’юнктивний розподіл викликаний вікаріантністю, в евендеміях вікаріантність була геологічної природи, наприклад, рух тектонічних плит, але в криптоендемії диз’юнктивний розподіл був наслідком вимирання впроваджених популяцій. Існує ще одна можлива ситуація, яка може спричинити диз’юнктивне поширення, коли вид може колонізувати нові території, перетинаючи ділянки несприятливого середовища проживання, наприклад рослини колонізують острів – цю ситуацію вони відкидають як надзвичайно рідкісну та навіть не дають їй назви. Традиційно жодна з категорій Майєрса та де Ґрейва в традиційній системі не вважалася б ендемічною, окрім стеноендеміків.
Серпентинові ґрунти діють як «едафічні острови» низької родючості, і ці ґрунти призводять до високого рівня ендемізму. Ці ґрунти зустрічаються на Балканському півострові, у Туреччині, Альпах, на Кубі, у Новій Каледонії, у північноамериканських Аппалачах і розкидано поширені в Каліфорнії, Орегоні, Вашингтоні та інших місцях. Наприклад, Майер і Солтис вважали, що широко поширений підвид <i id="mw5A">Streptanthus glandulosus</i> subsp. <i id="mw5Q">glandulosus</i>, який росте на звичайних ґрунтах, є палеоендеміком, тоді як близькоспоріднені ендемічні форми S. glandulosus, що зустрічаються на ділянках серпантинового ґрунту, є неоендеміками, які нещодавно еволюціонували від subsp. glandulosus.

### Острови
На ізольованих островах зазвичай розвивається ряд ендеміків. Багато видів та інших вищих таксономічних груп існують на дуже маленьких наземних або водних островах, що обмежує їхнє поширення. Вся місцева популяція риб, що живуть у маленькій Диявольській Норі Cyprinodon diabolis обмежується джерелом розміром 20 x 3 метри в пустелі Мохаве в Неваді. Цей «водний острів» з’єднаний з підземним басейном; однак популяція, що живе в ньому, залишається ізольованою.
Існують інші території, дуже схожі на Галапагоські острови в Тихому океані, що сприяють високому рівню ендемізму. На архіпелазі Сокотра в Ємені, розташованому в Індійському океані, з’явився новий ендемічний вид паразитичних п’явок Myxobdella socotrensis. Цей вид обмежується прісноводними джерелами, де він може прикріплюватися до місцевих крабів і живитись ними.

### Гори

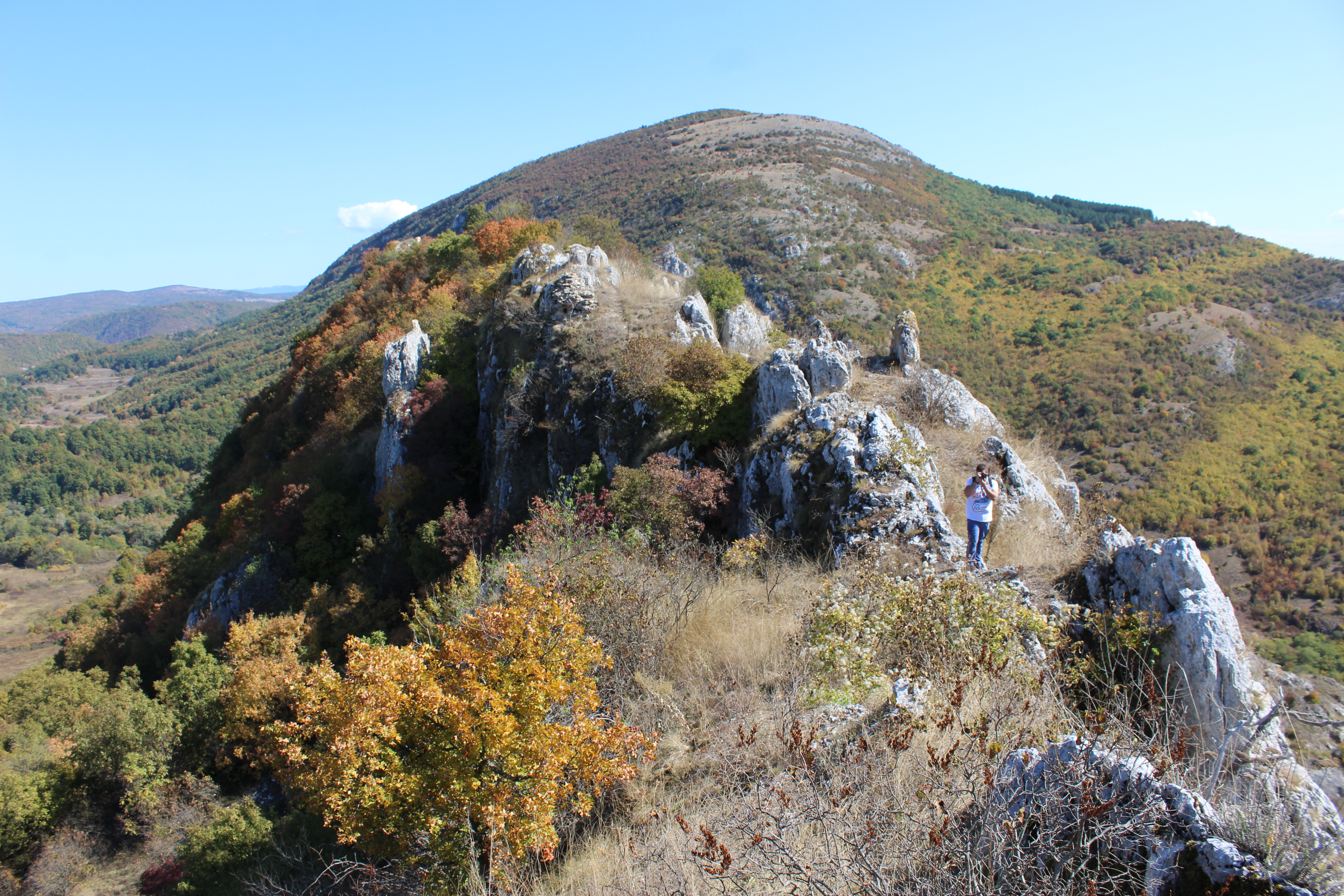
Шлакові конуси та рослинність вулкана Кула в Туреччині

Гори можна розглядати як «небесні острови»: рефугіум ендеміків, оскільки види, які живуть у прохолодному кліматі гірських вершин, географічно ізольовані. Наприклад, у департаменті Приморські Альпи Франції Saxifraga florulenta є ендемічною рослиною, яка, можливо, виникла в пізньому міоцені та колись могла бути широко поширеною в Середземноморському басейні.
Вулкани також зазвичай є притулком для ряду ендемічних видів. Рослини на вулканах мають тенденцію заповнювати спеціалізовану екологічну нішу з дуже обмеженим ареалом через унікальні екологічні характеристики. Вулкан Кула, один із чотирнадцяти вулканів Туреччини, є домом для 13 ендемічних видів рослин.

## Охорона

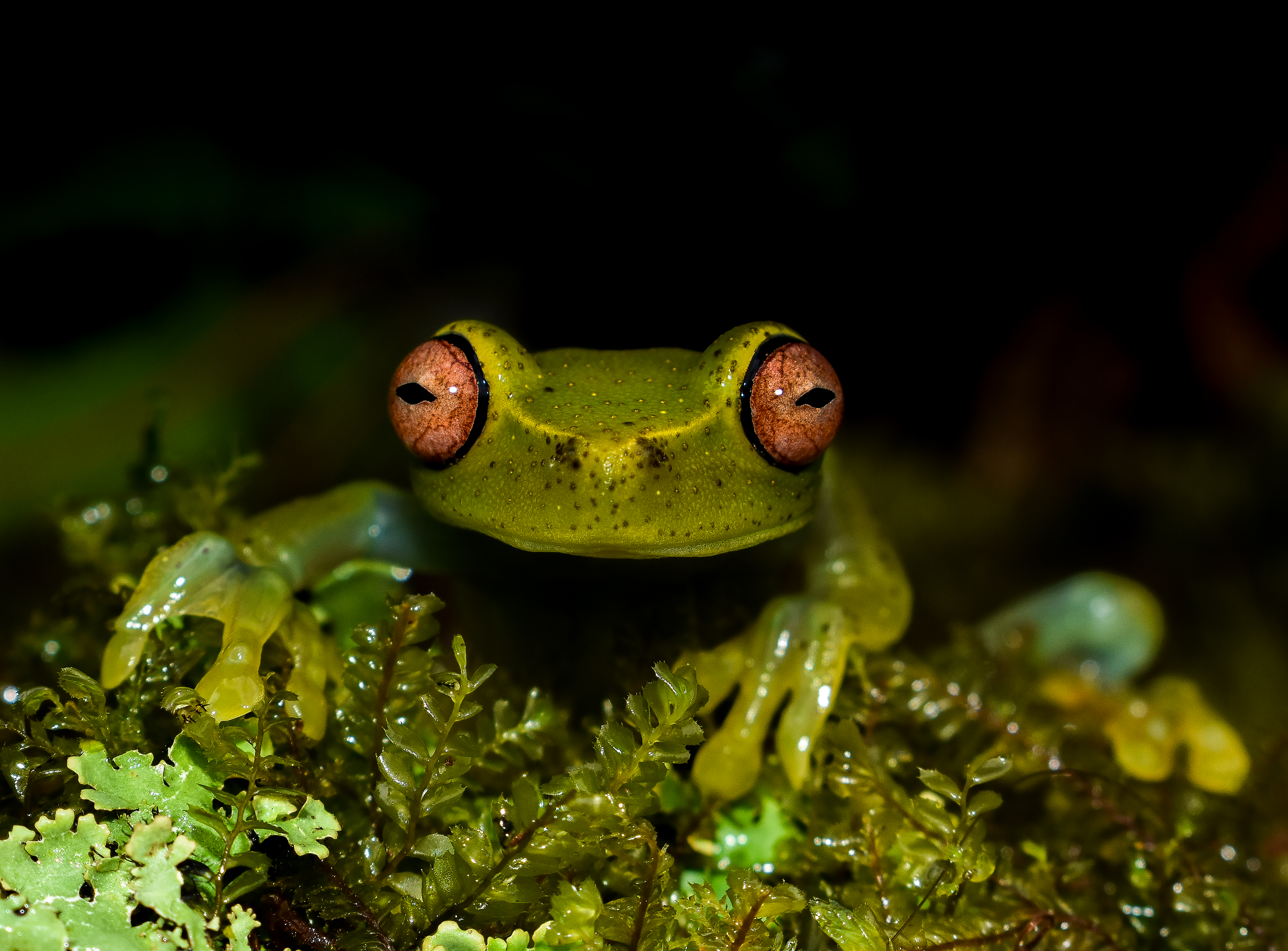
Aplastodiscus arildae, вид жаб, ендемік Бразилії

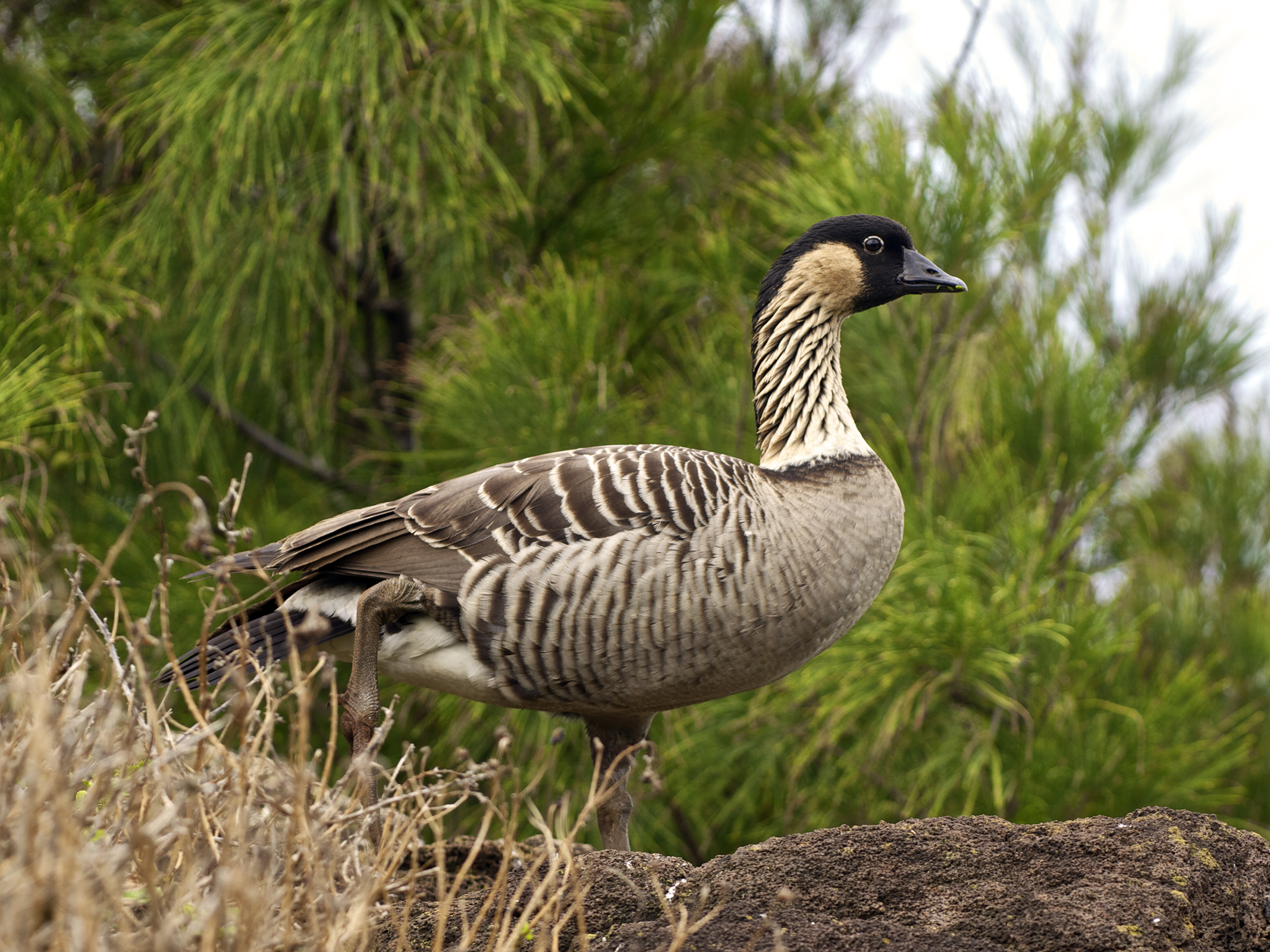
Казарка гавайська (Branta sandvicensis) є ендеміком Гавайських островів, але її завезли до заказника WWT Slimbridge у Великій Британії, щоб збільшити чисельність для повторної інтродукції в її рідний ареал.

Ендеміки частіше опиняються під загрозою зникнення або вимирання, оскільки їх поширення вже обмежене. Це піддає ендемічні рослини і тварини більшому ризику, ніж широко поширені види під час швидкої зміни клімату цього століття. Деякі вчені стверджують, що наявність ендемічних видів на території є хорошим методом визначення географічних регіонів, які можна вважати пріоритетними для збереження. Таким чином, ендемізм можна вивчати як одну з ознак для вимірювання біорізноманіття регіону.
Концепцію пошуку ендемічних видів, які зустрічаються в тому самому регіоні, для позначення «гарячих точок ендемізму» вперше запропонував Пауль Мюллер у книзі 1973 року. За його словами, це можливо лише там, де: 1.) систематика виду, про який йде мова, не викликає суперечок; 2.) видове поширення точно відомо; і 3.) види мають відносно невеликі ареали поширення.
У статті 2000 року Myers et al використали стандарт, згідно з яким понад 0,5% світових видів рослин є ендемічними для регіону, щоб визначити 25 географічних районів світу як «гарячі точки» біорізноманіття.
У відповідь на вищесказане Всесвітній фонд дикої природи розділив світ на кілька сотень географічних «екорегіонів». Вони були розроблені, щоб включати якомога більше видів, які зустрічаються лише в одному екорегіоні, і ці види, таким чином, є «ендеміками» цих екорегіонів. Оскільки багато цих екорегіонів мають високу поширеність ендеміків, які існують в них, багато національних парків було сформовано навколо або всередині них, щоб сприяти збереженню. Національний парк Капарао було створено в Атлантичному лісі, гарячій точці біорізноманіття в Бразилії, щоб допомогти захистити цінні та вразливі види.
Інші вчені стверджували, що ендемізм не є відповідним показником біорізноманіття, оскільки рівні загрози або біорізноманіття насправді не пов’язані з областями високого ендемізму. На прикладі видів птахів було виявлено, що лише 2,5% гарячих точок біорізноманіття корелюють з ендемізмом і природою географічного регіону, що знаходиться під загрозою зникнення. Подібна закономірність була виявлена раніше щодо ссавців, бджіл Lasioglossum, метеликів Plusiinae і косатцевих метеликів у Північній Америці: ці різні групи таксонів не корелюють географічно один з одним щодо ендемізму та видового багатства. Особливо використання ссавців як флагманських видів виявилося поганою системою ідентифікації та захисту територій із високим біорізноманіттям безхребетних. У відповідь на це інші вчені знову захистили концепцію, використовуючи екорегіони WWF і рептилій, виявивши, що більшість ендеміків рептилій зустрічаються в екорегіонах WWF з високим біорізноманіттям.
Інші заходи щодо збереження ендеміків включають утримання невільних і напівневільних популяцій у зоологічних парках і ботанічних садах. Ці методи є методами збереження ex situ («за межами території»). Використання таких методів може не тільки запропонувати притулок і захист для особин видів із популяціями, що скорочуються або є вразливими, але також може надати біологам цінні можливості для їх дослідження.

## Зовнішні посилання
- Визначення терміна «endemic» у Вікісловнику